# هنري كروز
هنري كروز (بالإنجليزية: Henry Cruz)‏ هو لاعب كرة قاعدة أمريكي، ولد في 27 فبراير 1952 في كريستيانستيد في الولايات المتحدة.

## وصلات خارجية
- هنري كروز على موقعبيزبول رفرنس.كوم (الدوري الرئيسي) (الإنجليزية)
- هنري كروز على موقعبيزبول رفرنس.كوم (الدوري الثانوي) (الإنجليزية)
- هنري كروز على موقع مشجعي الرسوم البيانية (الإنجليزية)